# Tristachya humbertii
Tristachya humbertii är en gräsart som beskrevs av Aimée Antoinette Camus. Tristachya humbertii ingår i släktet Tristachya och familjen gräs. Inga underarter finns listade i Catalogue of Life.